# Ponedeljek ali torek
Ponedeljek ali torek (srbohrvaško Ponedjeljak ili utorak) je jugoslovanski dramski film iz leta 1966, ki ga je režiral Vatroslav Mimica in zanj napisal tudi scenarij skupaj z Fedorjem Vidasom, v glavnih vlogah pa nastopajo Slobodan Dimitrijević, Pavle Vuisić, Gizela Huml, Jagoda Kaloper, Sergio Mimica-Gezzan, Fabijan Šovagović, Rudolf Kukić, Renata Freiskorn in Olivera Vučo. Zgodba prikazuje dan v življenju ločenega zagrebškega novinarja Marka Požgaja (Dimitrijević).
Film je bil premierno prikazan 17. julija 1966 v jugoslovanskih kinematografih in je naletel na dobre ocene kritikov. Na Puljskem filmskem festivalu je osvojil glavno nagrado velika zlata arena za najboljši jugoslovanski film, ob tem pa še zlato areno za najboljšo režijo (Mimica) in najboljšo fotografijo (Tomislav Pinter), slednja je tudi ta film Rondo.

## Vloge
- Slobodan Dimitrijević kot Marko Požgaj
- Pavle Vuisić kot Markov oče
- Gizela Huml kot Markova stara mati
- Fabijan Šovagović kot Golubar Boltek
- Sergio Mimica Gezzan kot mali Marko
- Rudolf Kukić kot gospod Haler
- Zoran Konstantinović
- Jagoda Kaloper kot Rajka
- Renata Freiskorn kot nekdanja žena Milada
- Olivera Katarina kot Markova ljubica
- Lada Milić kot Barbara
- Ivo Kadić kot fotograf
- Marsel Cikli
- Andro Lušičić kot novinar Kolega
- Nedim Omerbegović kot inženir
- Branko Špoljar kot mož Markove ljubice
- Mirko Vojković kot človek v kavarni
- Radojko Ježić kot kolega na sestanku
- Fahro Konjhodžić kot vodja pogrebnega orkestra
- Adam Vedernjak kot Božo na sestanku
- Branko Bonaci kot kolega na sestanku
- Dušan Radmanović